# 와다미사키역
와다미사키역(일본어: 和田岬駅, わだみさきえき)은 일본 효고현 고베시 효고구에 있는 서일본 여객철도·고베 시 교통국의 철도역·지하철역이다.
이코카·PiTaPa 및 제휴 교통카드의 사용이 가능하다.

## 역 구조

### 서일본 여객철도
단식 1면 1선 구조의 지상역이며, 고베역이 관리하는 무인역이다.
개찰구가 없기 때문에 차장이 발권을 처리하며, 실제 승차권은 효고 역에서 구매하게 된다. 반대로 효고 역에서 와다미사키 선에 승차할 경우, 승차 직전 효고 역에서 승차권을 회수한다.
1943년에 지어진 목조 역사 가 있었으나, 2009년 8월 31일 철거되었다. 철거된 자리에는 훼미리마트가 같은 해 12월 22일부터 들어와 운영을 하고 있다.

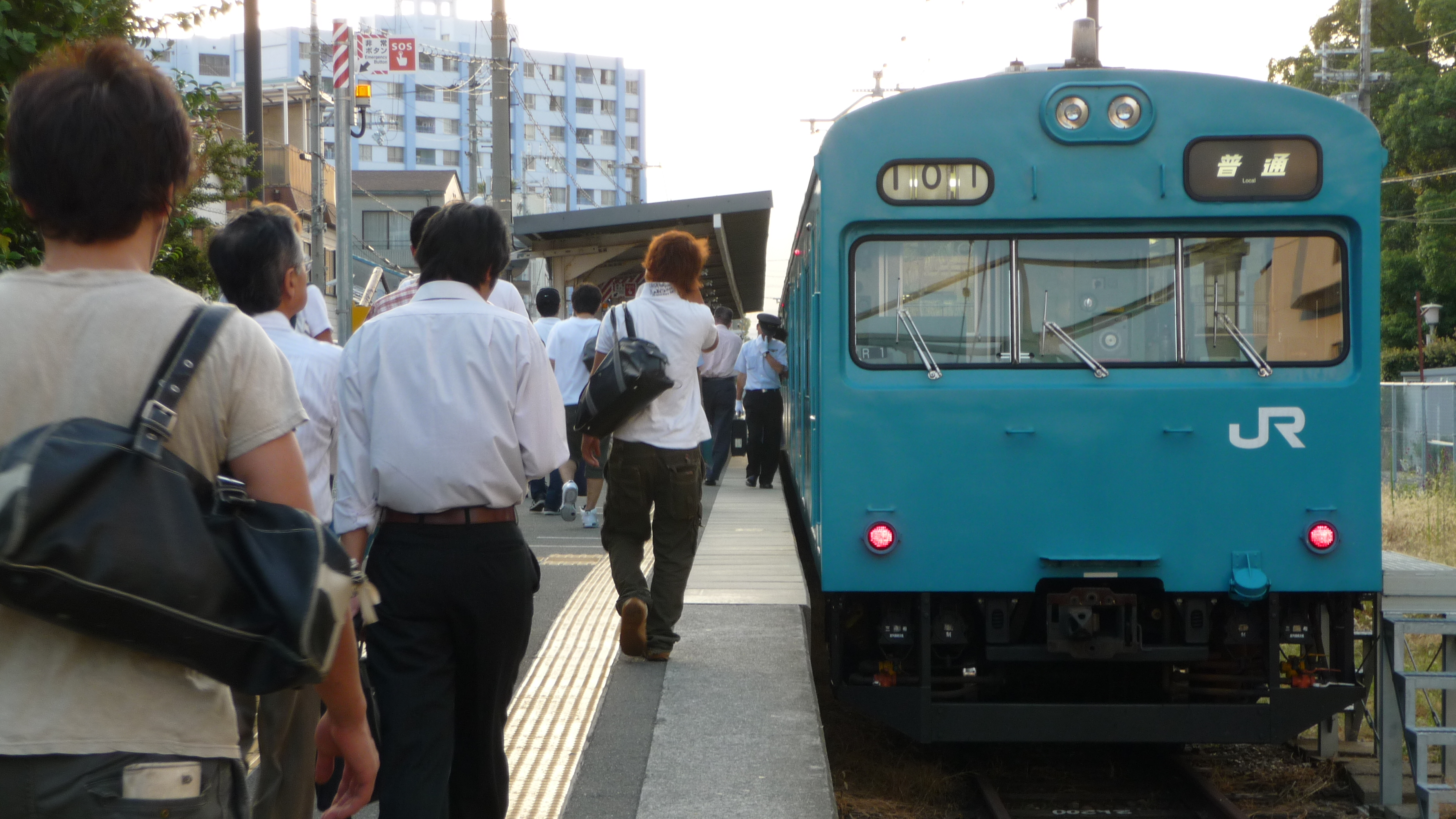
역 구내

### 고베 시영 지하철
섬식 1면 2선 구조의 지하역이다. 개찰구는 지하 1층에, 승강장은 지하 2층에 있다.
일본을 대표하는 조선소나 대형 공장, 또는 이를 뒷받침한 마을 공장이 주변에 모여 있어 역의 이미지 테마를 '하이테크 산업의 도시'로 정했다. 콘코스 벽면과 천장에 광택이 나는 금속 패널과 래스터 타일을 사용하여 하이테크한 이미지를 표현했다. 승강장 맞은편 벽면에는 주변 공장에서 제작되어 고베항을 대표하는 경관의 한 축을 담당하고 있는 갠트리 크레인을 추상적으로 표현하여 고베항을 지탱하는 기술력을 느낄 수 있도록 배려했다.
지상 출입구는 개찰구 서쪽에 도로를 사이에 두고 1, 2번 출구가, 동쪽에 3번 출구가 있다. 해안선에서 가장 많은 승하차객이 이용하는 만큼 자동개찰기 수도 가장 많다.
승강장 혼잡을 해소하기 위해 향후 6량 편성을 위해 준비된 승강장 부분의 확장 공사를 실시하여 2020년 9월 5일 첫차부터 운행을 시작했다. 변경 후에는 상하행선 각각 진행 방향의 전방으로 정차 위치가 변경되었다.

### 승강장
| 1 | ■ 고베 지하철 가이간선 | 산노미야하나도케이마에 방면 |
| 2 | ■ 고베 지하철 가이간선 | 신나가타 방면               |

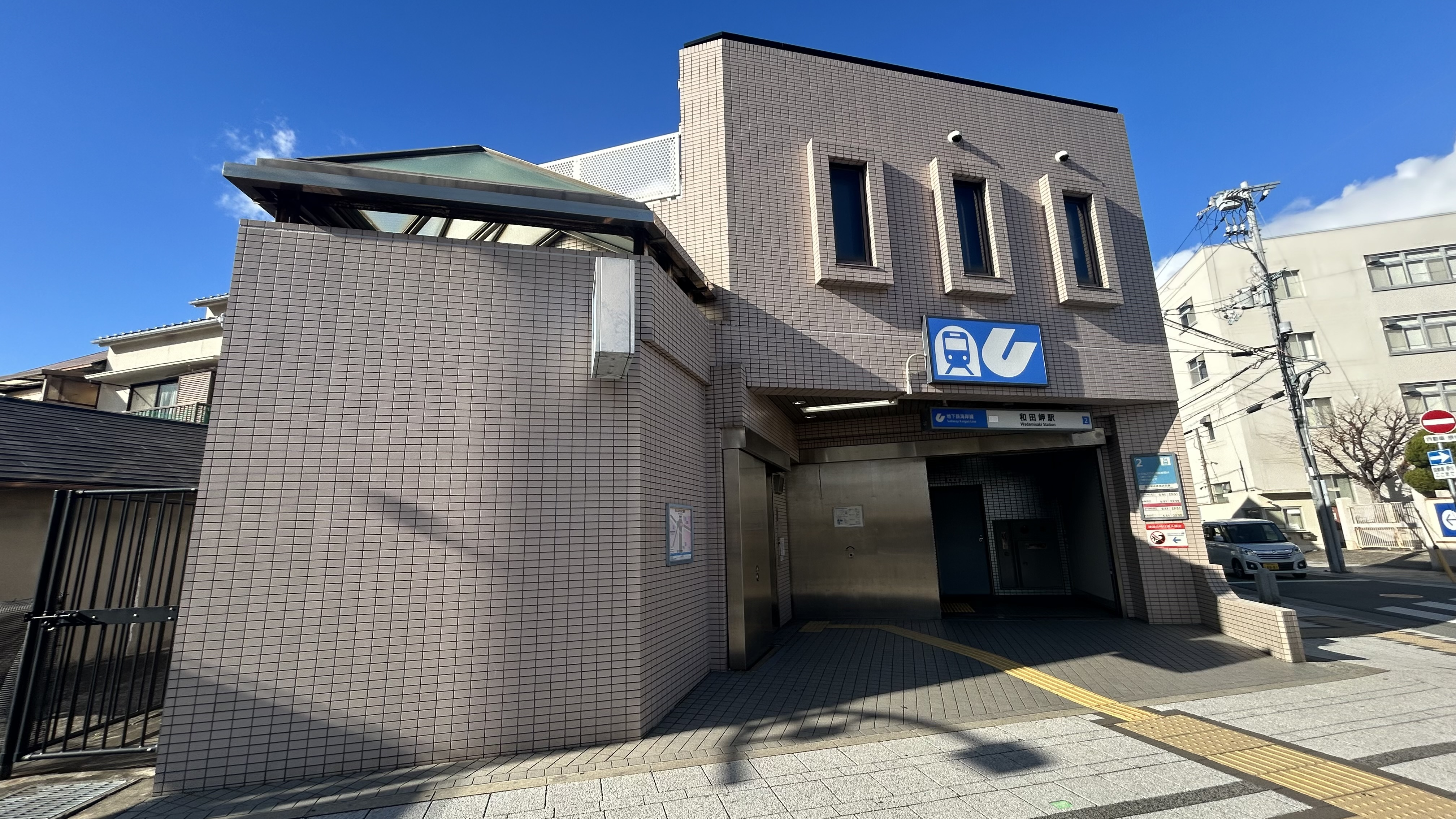
2번 출입구
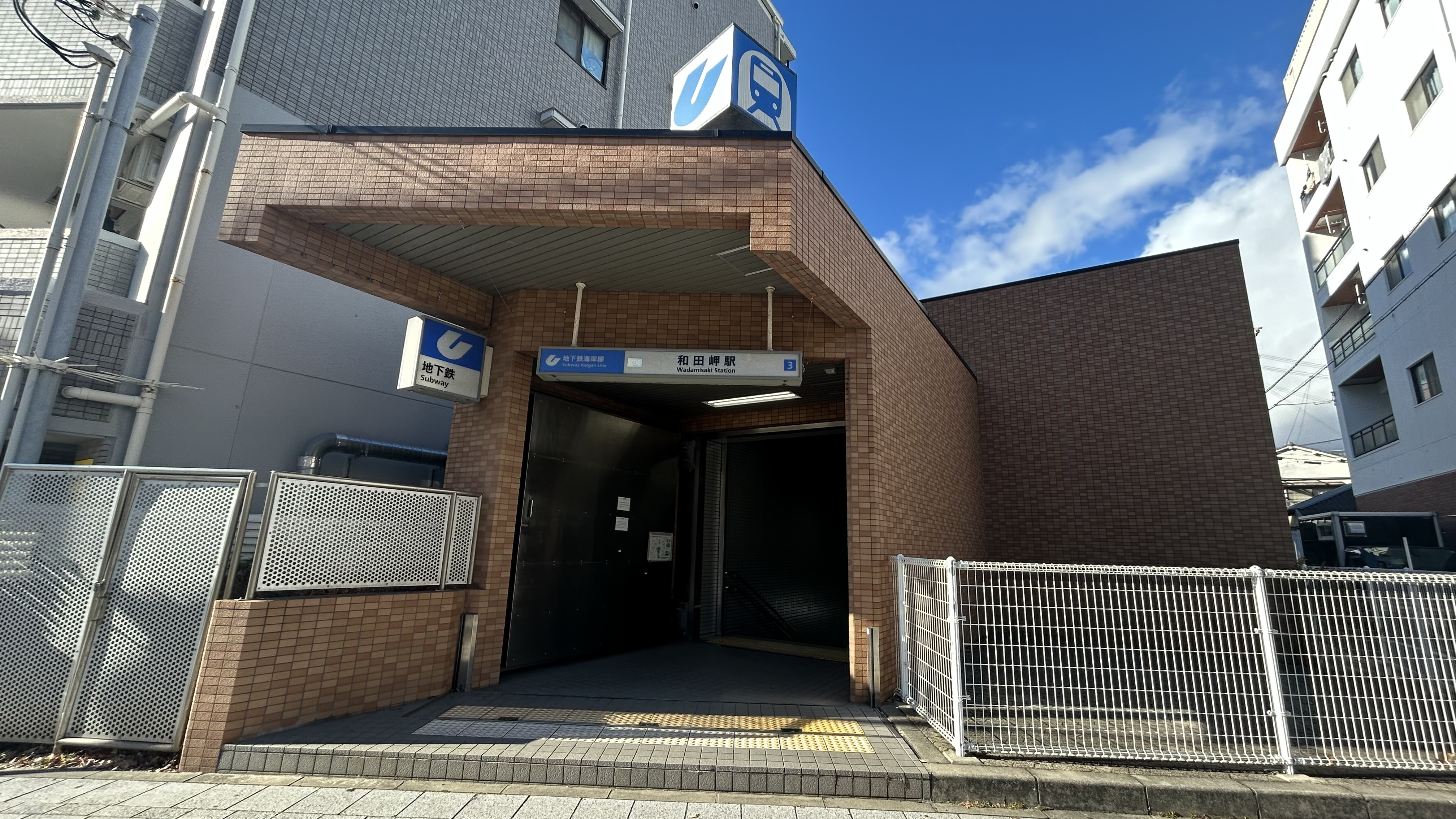
3번 출입구
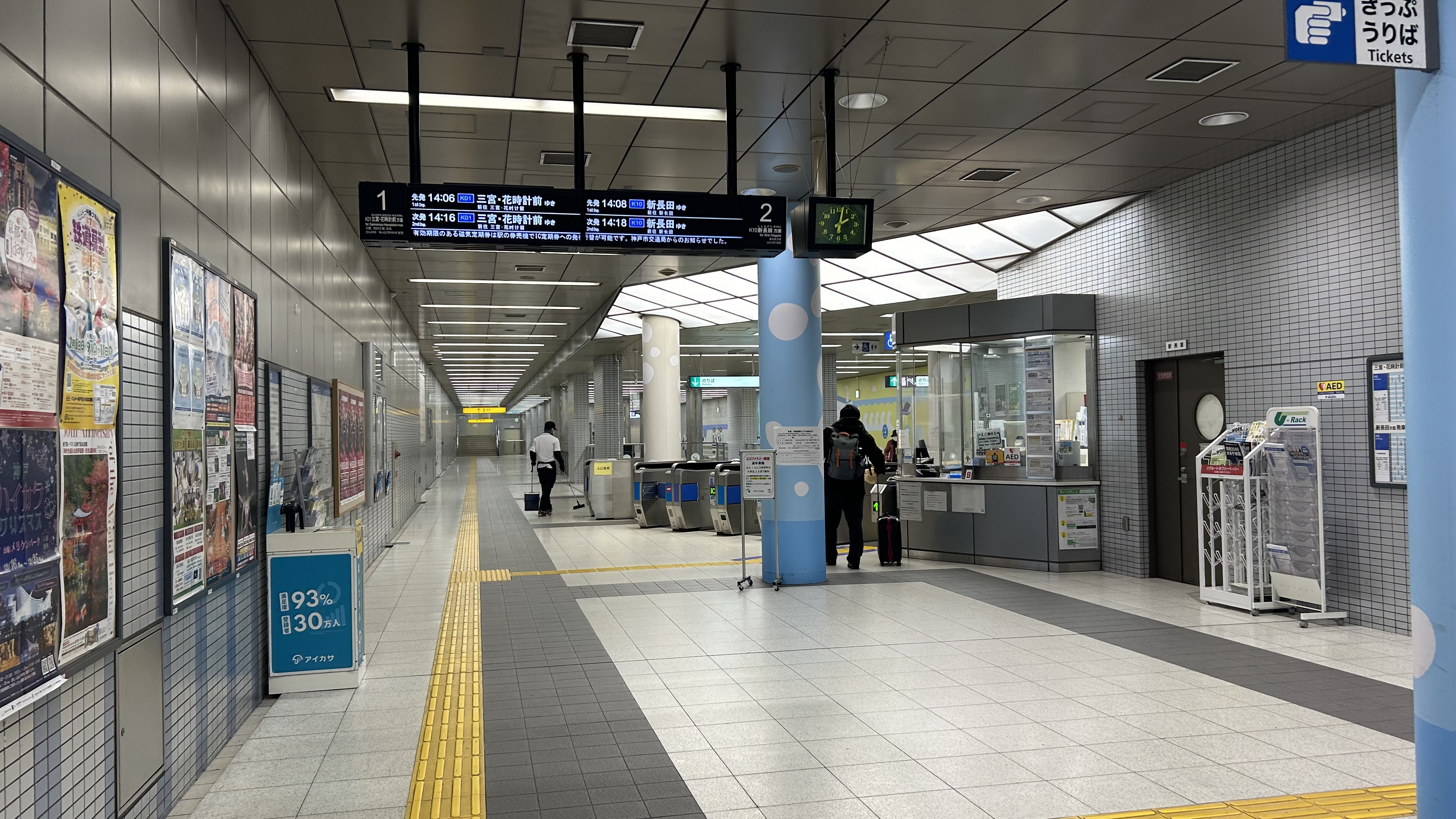
개찰구
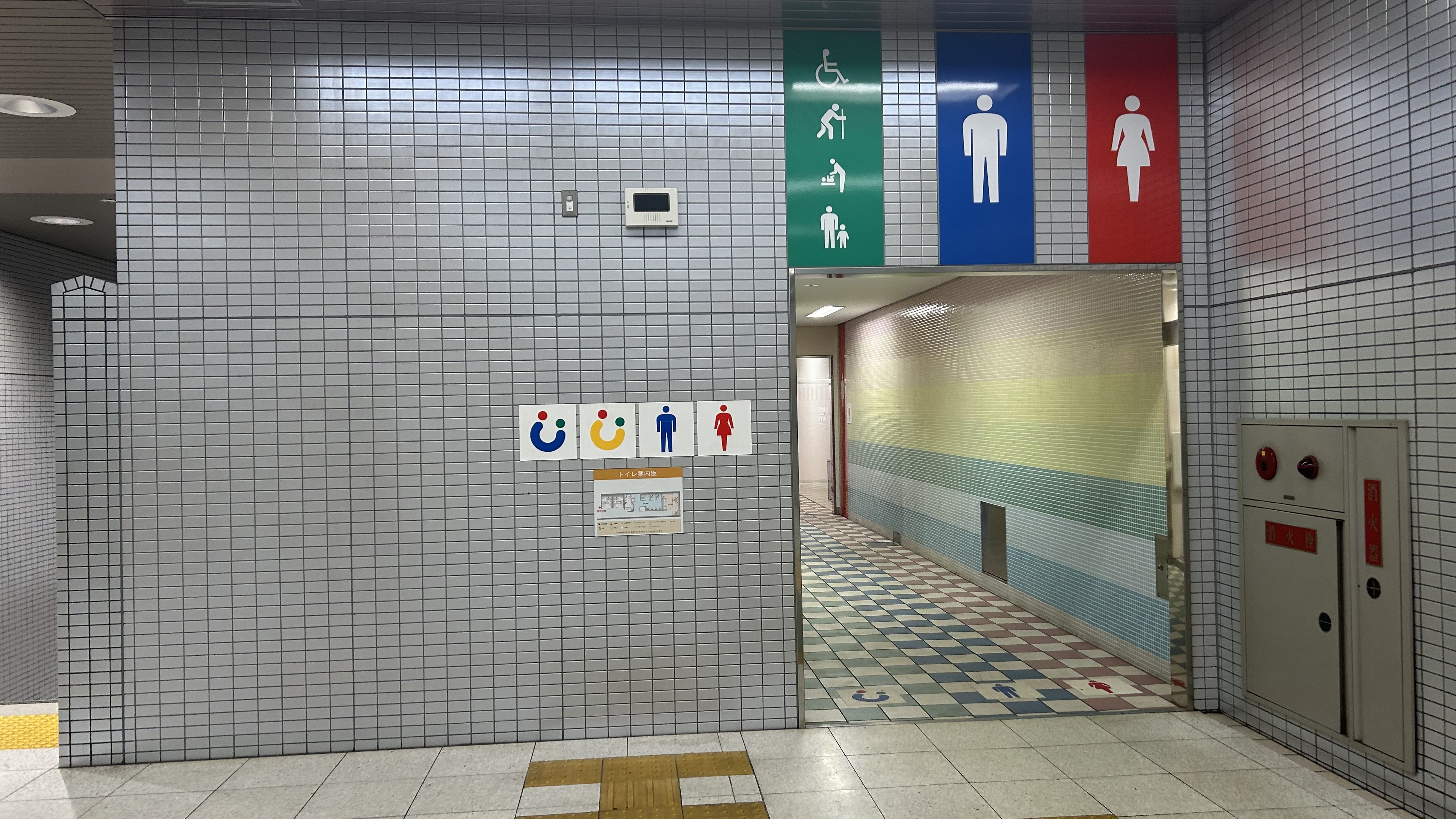
화장실
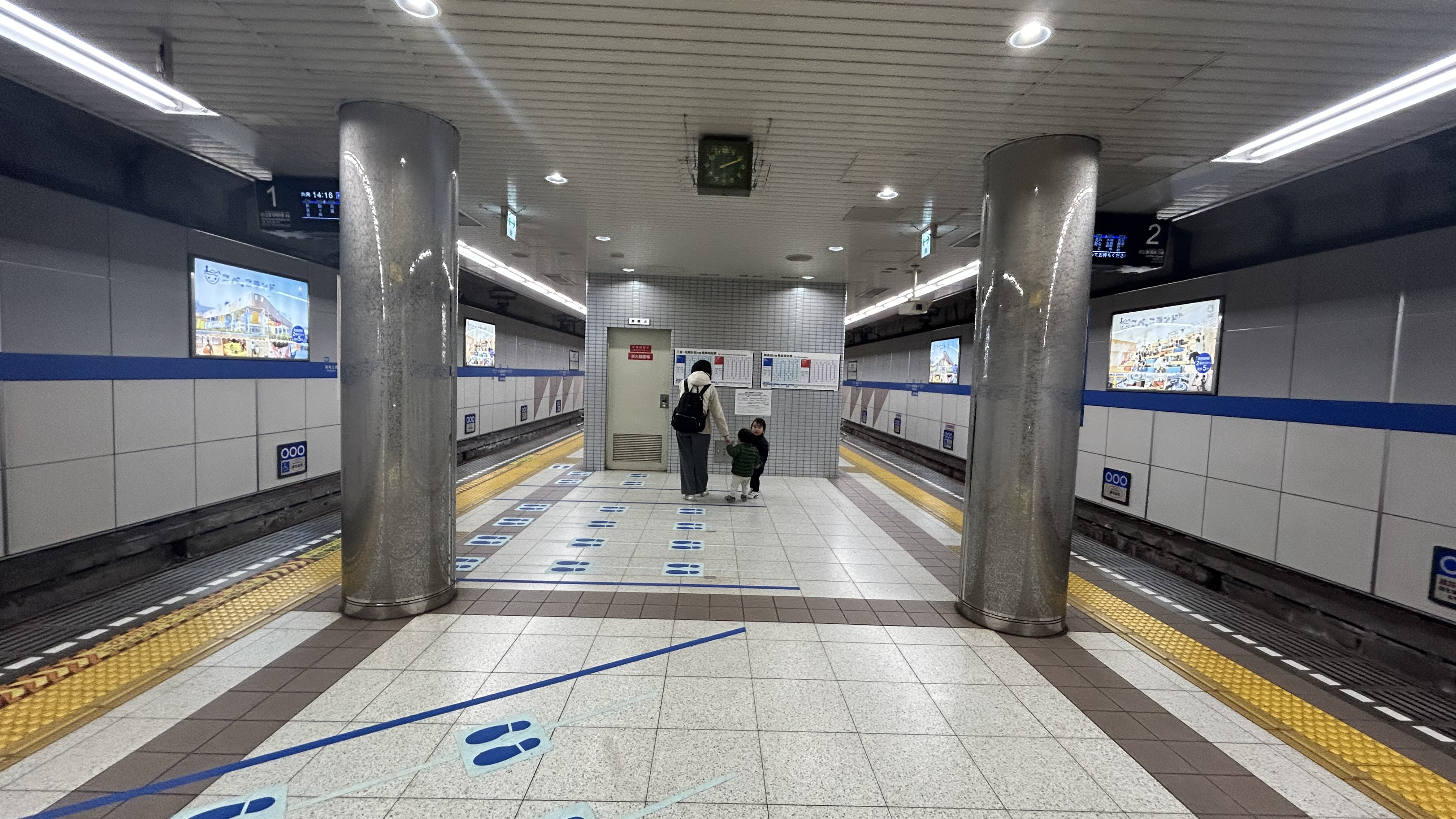
승강장

## 역세권 정보
- 효고 나룻길
- 와다미사키 포대
- 고베 윙 스타디움

## 역사
- 1890년 7월 8일 - 산요 철도의 와다미사키마치 역으로서 개업. 당시에는 화물 전용역이었다.
- 1895년 - 역명이 지금의 와다미사키로 바뀌었다.
- 1906년 12월 1일 - 국유화에 따라 일본국유철도 소속이 되었다.
- 1911년 11월 1일 - 여객 취급을 시작했다.
- 1924년 8월 5일 ~ 1971년 3월 14일 - 고베 시영 전철이 운행되었다.
- 1987년 4월 1일 - 민영화에 따라 서일본 여객철도 소속이 되었다.
- 2001년 7월 1일 - 와다미사키 선 전 구간이 전철화되었다.
- 2001년 7월 7일 - 고베 시영 지하철 가이간 선이 개업하여 환승역이 되었다.
- 2003년 11월 1일 - 이코카의 사용이 개시되었다.

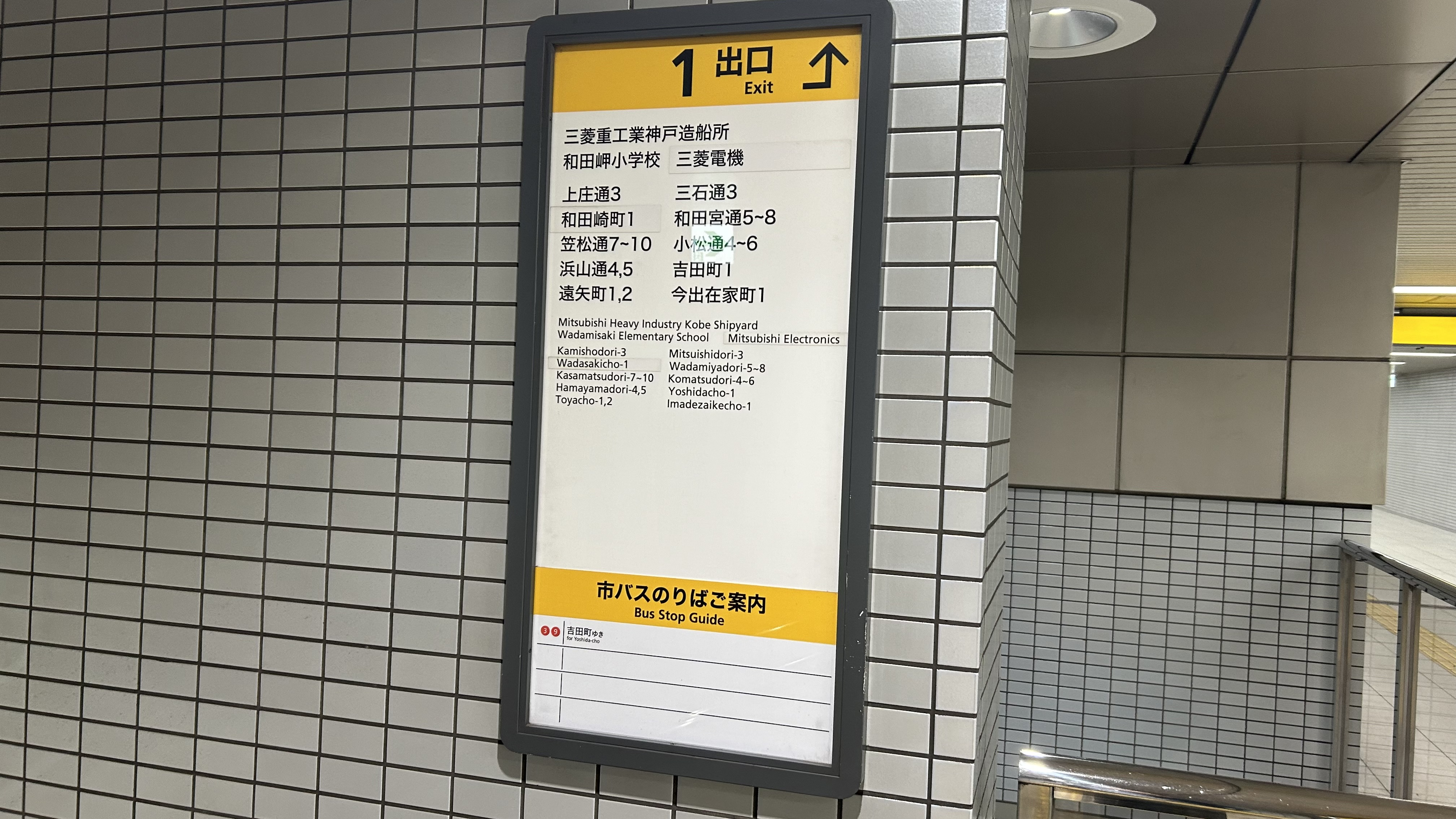
지하철 1번 출구 안내
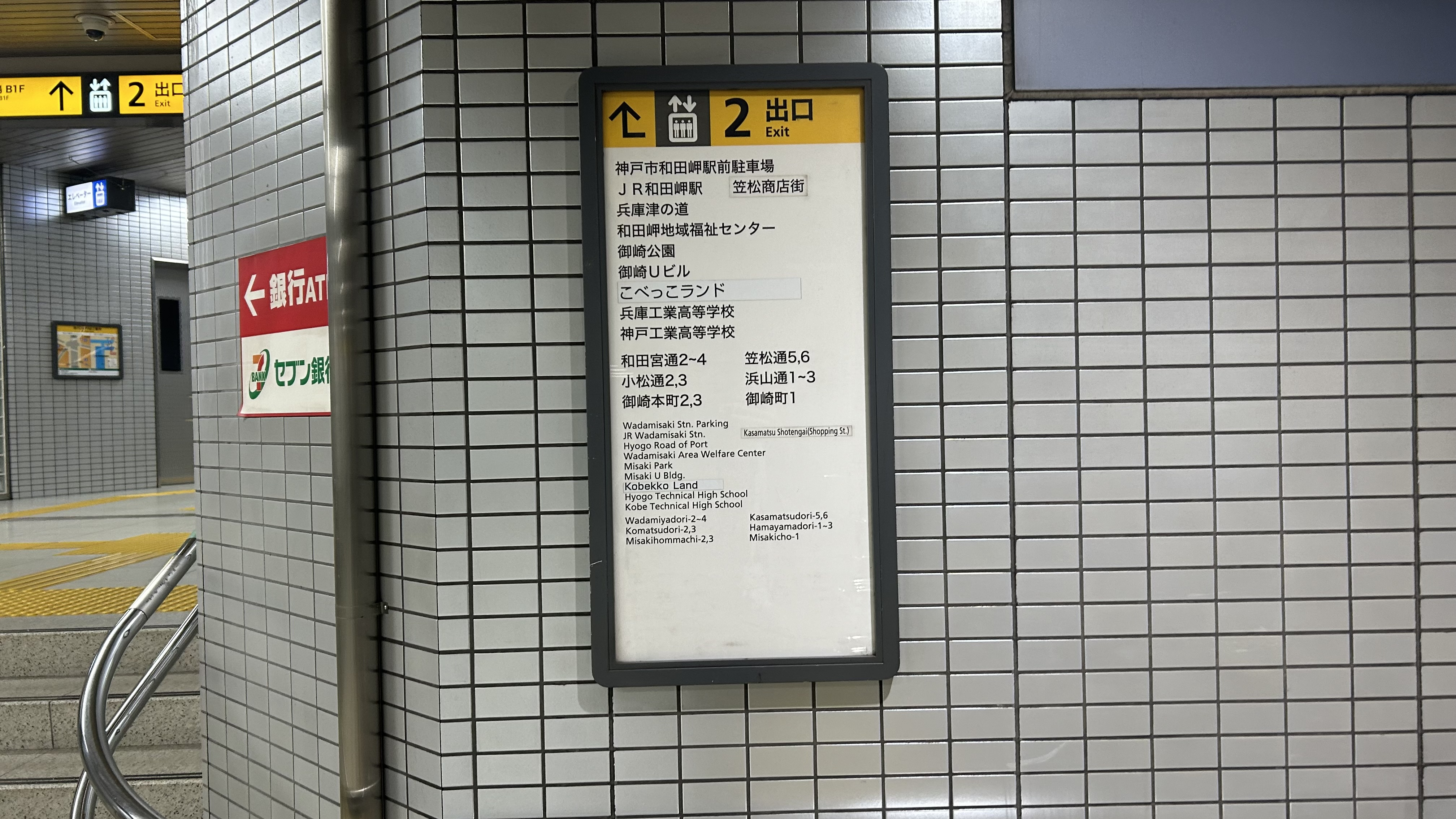
지하철 2번 출구 안내
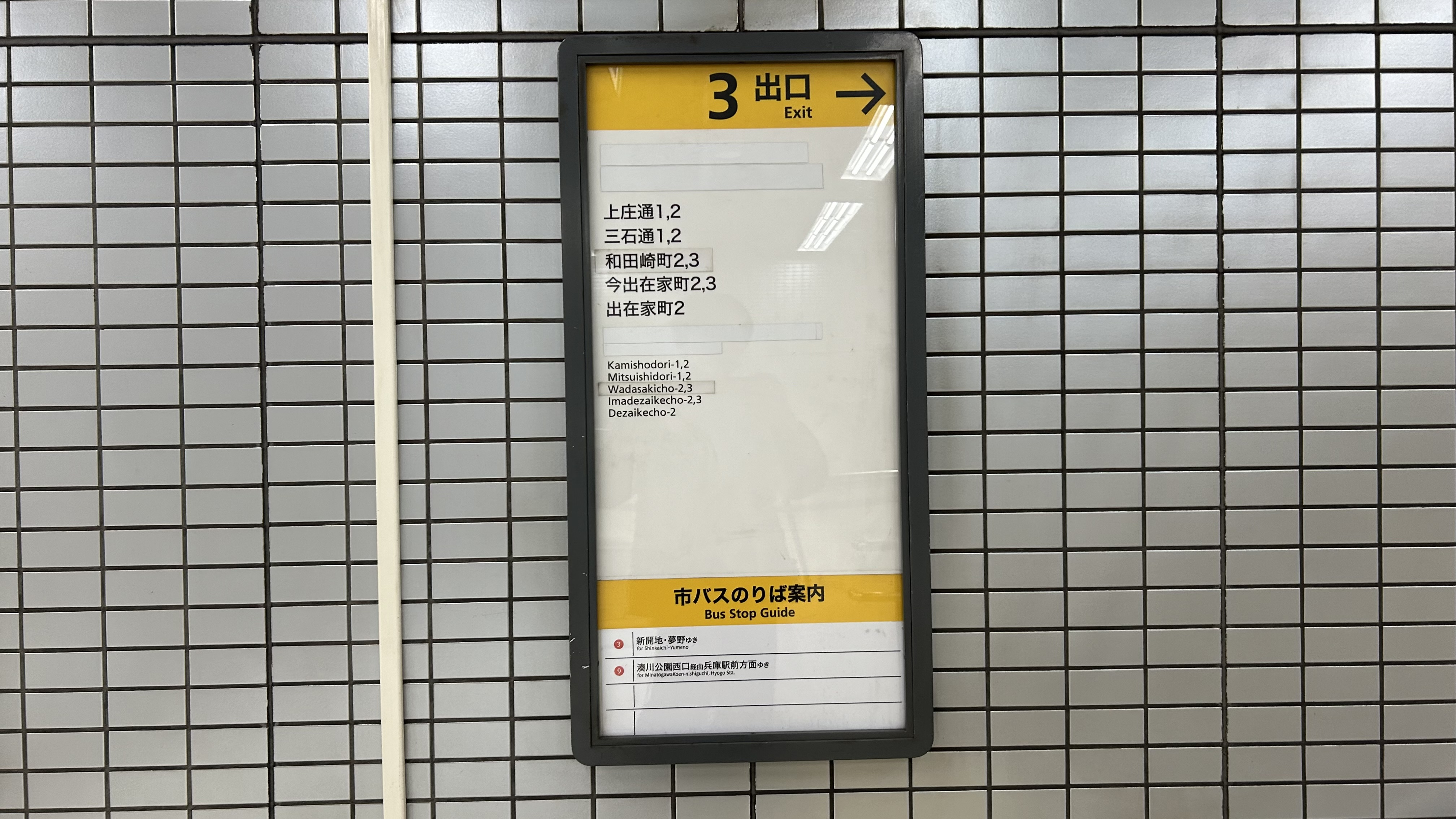
지하철 3번 출구 안내

## 인접역
| 서일본 여객철도 와다미사키 선              | 서일본 여객철도 와다미사키 선 | 서일본 여객철도 와다미사키 선 |
| ------------------------------------------ | ----------------------------- | ----------------------------- |
| 효고 방면                                  | ■ 와다미사키 선               | 시·종착역                     |
| 고베 시 교통국 가이간 선                   |                               |                               |
| K05 주오이치바마에 산노미야하나도케이 방면 | ■ 고베 지하철 가이간선        | K07 미사키코엔 신나가타 방면  |